# Церква святого архистратига Михаїла (Коцюбинці)
Церква святого архистратига Михаїла в Коцюбинцях — парафія і храм греко-католицької громади Копичинецького деканату Української греко-католицької церкви в селі Коцюбинці Васильковецької громади Чортківського району Тернопільської области. Пам'ятка архітектури місцевого значення (охоронний номер 1880).

## Відомості
У 1563—1564 роках згадується парафія, яка тоді підпорядковувалася Чортківському намісництву Галицького крилосу. У 1684 та 1686 роках паства сплачувала 5 злотих церковного податку.
1706 року збудовано дерев'яну церкву, яка в 1805 році перекрита ґонтом; 1842 року побудовано дерев'яний парафіяльний будинок. У 1876 році археолог Адам Кіркор зазначив, що на площі під назвою «Старе цвинтарисько» розташовувалася дерев'яна церква з цвинтарем. Наприкінці XVIII століття її розібрали у зв'язку з відкриттям кам'яного храму. 1882 року храм за пожертви власника села Оскара Городинського і парафіян розмалювали.
12 грудня 1912 року в інвентаризаційній книзі о. Вітольд Билинський пише: «Церков св. Арх. Михаїла мурована, ктитором госп. Антонем Корчак Городинским властителем Коцюбинец в г. Б. 1799 создана. Храм був розмальований у 1882 році Б. за старанням Благ Г. Оскара Городинського колатора і отця Гіреходника Ф Голипатого і часті громадян тутешніх, маливал К. Хомик». 1915 року сталася пожежа, яка знищила дах церкви покритий ґонтом; відновлений 1921 року.
У 1950-х роках проведено капітальний ремонт.
У 1706—1946 роках церква і парафія належали до УГКЦ. У 1991 році храм і парафія повернулися до Української Греко-Католицької Церкви.
У 1991—1992 роках храм по-новому розписав Василь Навізівський. Церкву після розпису освятив о. декан Тимофій Буштинський із благословення владики Софрона Дмитерка. У 2003 році іконостас виготовив Роман Панійко. 17 січня 2016 року візитацію парафії здійснив владика Бучацької єпархії Димитрій Григорак.
При парафії діють: Свічкове братство, братство «Апостольство молитви», Вівтарна дружина. Катехизацію проводить у храмі священник.
На церковному подвір'ї парафії встановлено фігуру Матері Божої, яку спорудили на пожертви парафіян. Також є фігура Матері Божої Неустанної Помочі, створена завдяки пожертвам родин Івана Новака, Михайла Душніцького та інших парафіян. На території парафії розташовано шість хрестів.

## Парохи
- о. Ян Ярошевич (1760—1810)[3],
- о. Йосиф Лукашевич (1810)[2],
- о. Симеон Лукашевич (1836—1841)[8],
- о. Филип Голинатий (1841[4]—1893[9])
- о. Витольд Билинський (1893[9]—1913[10]),
- о. Іван Вальницький (1913[10]—1924[5]),
- о. Петро Томашівський (1924[5]—1942),
- о. Оліяр[5],
- о. Михайло Клим (1942[5]—),
- о. Іван Стахун (1958—?)[11],
- о. Богданець[11],
- о. Василь Галяс[11],
- о. Василь Грицай (1963—1969)[11],
- о. Ярослав Рокіцький (1969—1978)[11],
- о. Василь Галас[11],
- о. Григорій Петришин (1978—1981)[11],
- о. Іван Цвях (1981—1990)[11],
- о. Ігор Мохун (з жовтня 1990)[12].